# Niki van Sprang
Nicolas (Niki) van Sprang (14 juni 1993) is een Nederlandse roeier. Hij nam deel aan de twee-zonder-stuurman voor mannen tijdens de Zomerspelen van 2020. Samen met Guillaume Krommenhoek eindigde het duo op de 7e plaats overall en won de B-finale.

## Levensloop
Van Sprang begon zijn roeicarrière bij Roeivereniging Pampus in Almere. Van Sprang roeide gedurende vier aan de University of California Berkeley. Hier werd hij in 2016 IRA Nationaal Kampioen in de Verenigde Staten. Vervolgens voegde hij zich in 2017 bij TeamNL Roeien. Na enkele succesvolle jaren als sculler maakte hij in januari 2020 de overstap naar boordroeien in de tweezonder samen met Guillaume Krommenhoek. 
Op de Wereldkampioenschappen van 2022 in Račice won Van Sprang een zilveren medaille in de Holland Acht. In dezelfde discipline behaalde hij op de Europese Kampioenschappen van 2022 in München opnieuw zilver. Het jaar daarop, tijdens de Europese Kampioenschappen van 2023 in Bled, voegde hij een bronzen medaille toe aan zijn prestaties in de acht.
Na zijn reserveplaats bij de Olympische Spelen van 2024 in Parijs beëindigde Van Sprang zijn topsportcarrière, al bleef hij nog wel actief voor World Rowing.